# Тролейбусний перетин

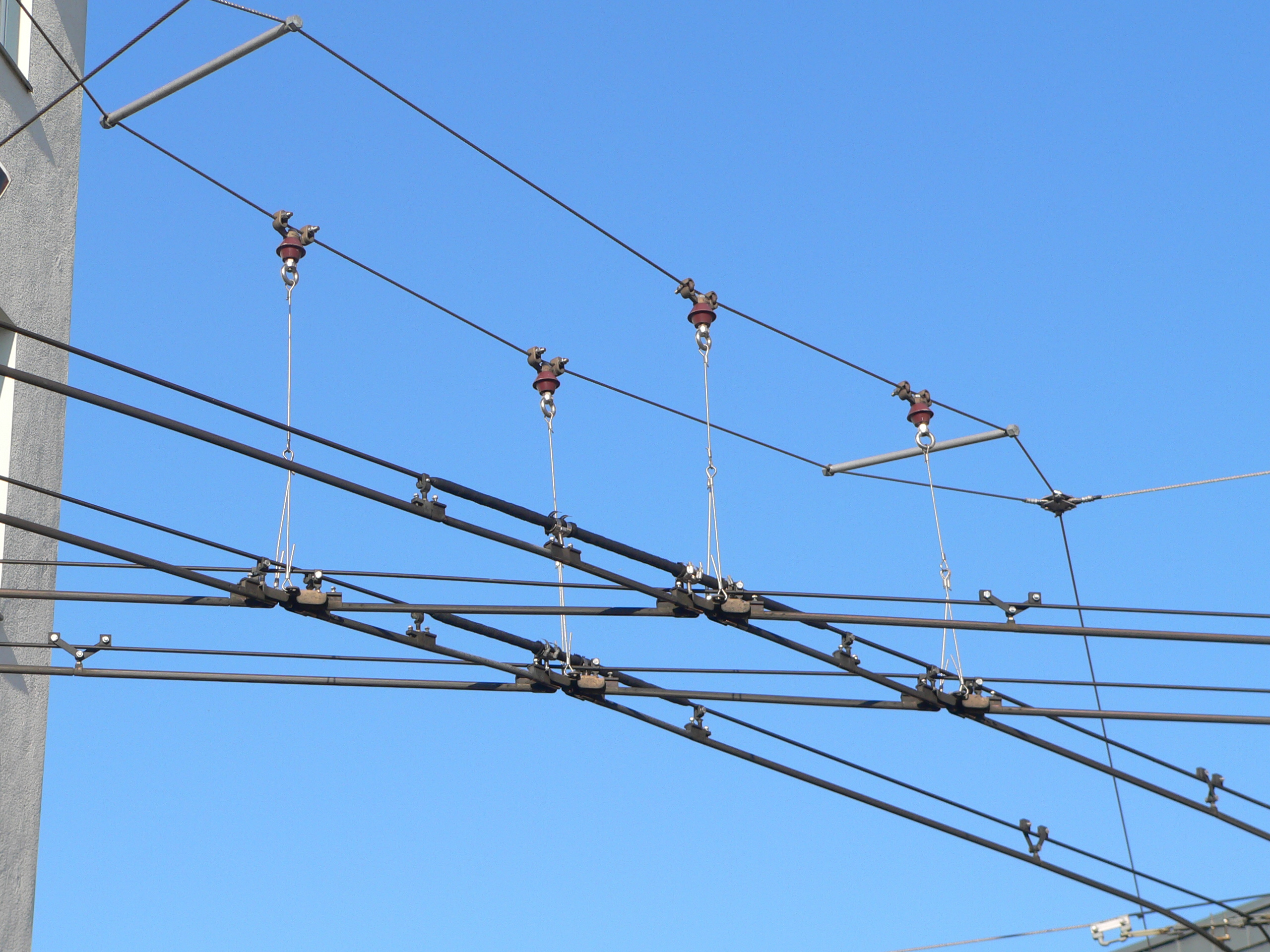
Тролейбусний перетин

Тролéйбусний перéтин — спецчастина тролейбусної контактної мережі яка призначена для однорівневого перетину тролейбусних ліній.
Необхідність розробки спеціальної конструкції для перетину тролейбусних ліній продиктована тим, що тролейбусна контактна мережа складається з двох дротів, між якими повинна підтримуватися надійна ізоляція.

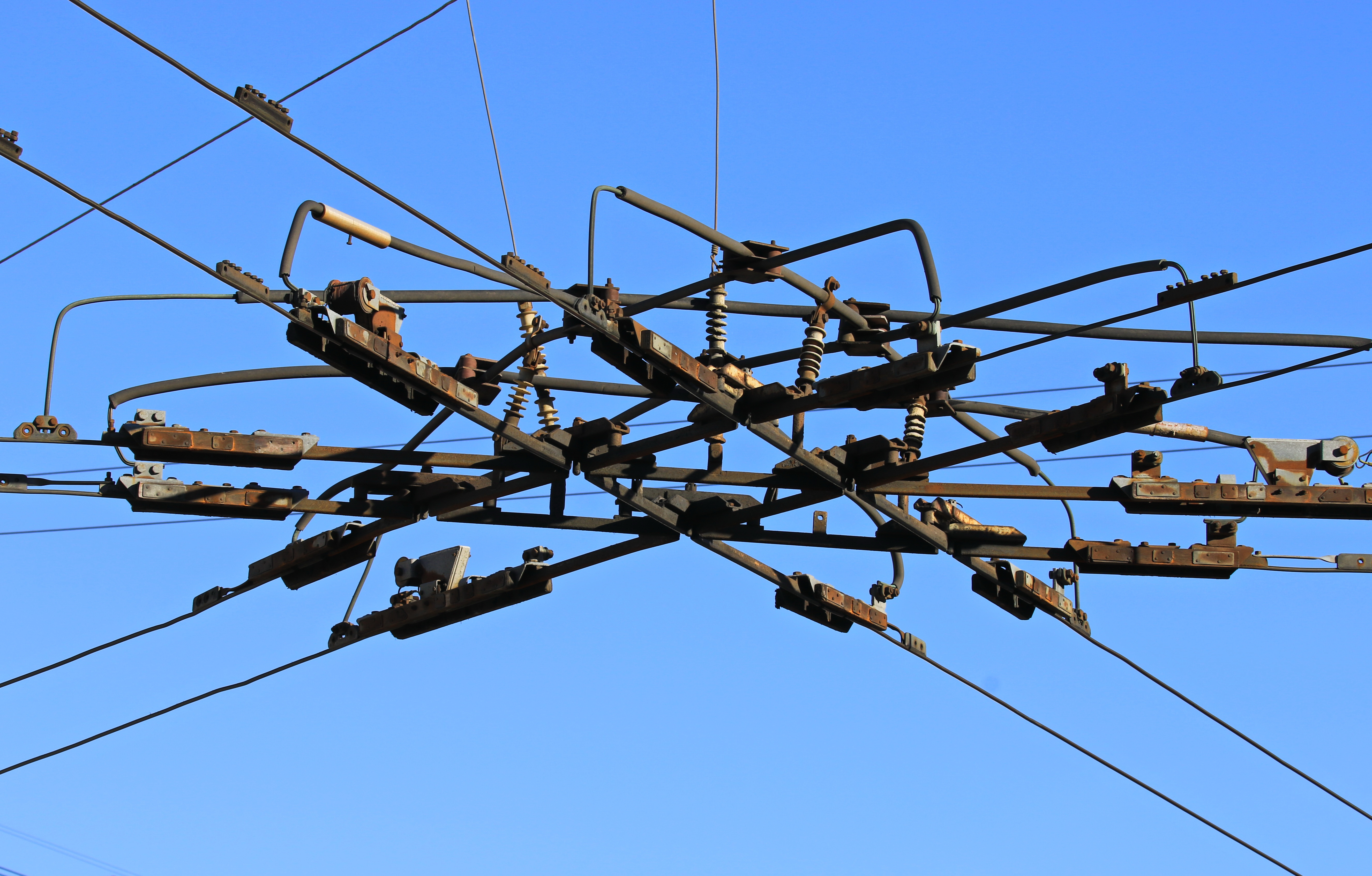
Перетин трьох тролейбусних ліній

Тому тролейбусні перетини зазвичай виготовляють із ізольованою середньою частиною. В країнах колишнього СРСР застосовується зазвичай по одному секційному ізолятору із дугогасіння на одному з вхідних дротів з кожного напряму, а решта — без дугогасіння. За кордоном широко застосовується конструкція перетину, коли дроти одного напрямку не ізольовані, а у перпендикулярному напрямку ізоляція здійснюється шляхом заміни дроту на ізольовану спрямовуючу рейку. В результаті перетин виходить компактнішим, а швидкість проходження струмоприймача обмежується менше.

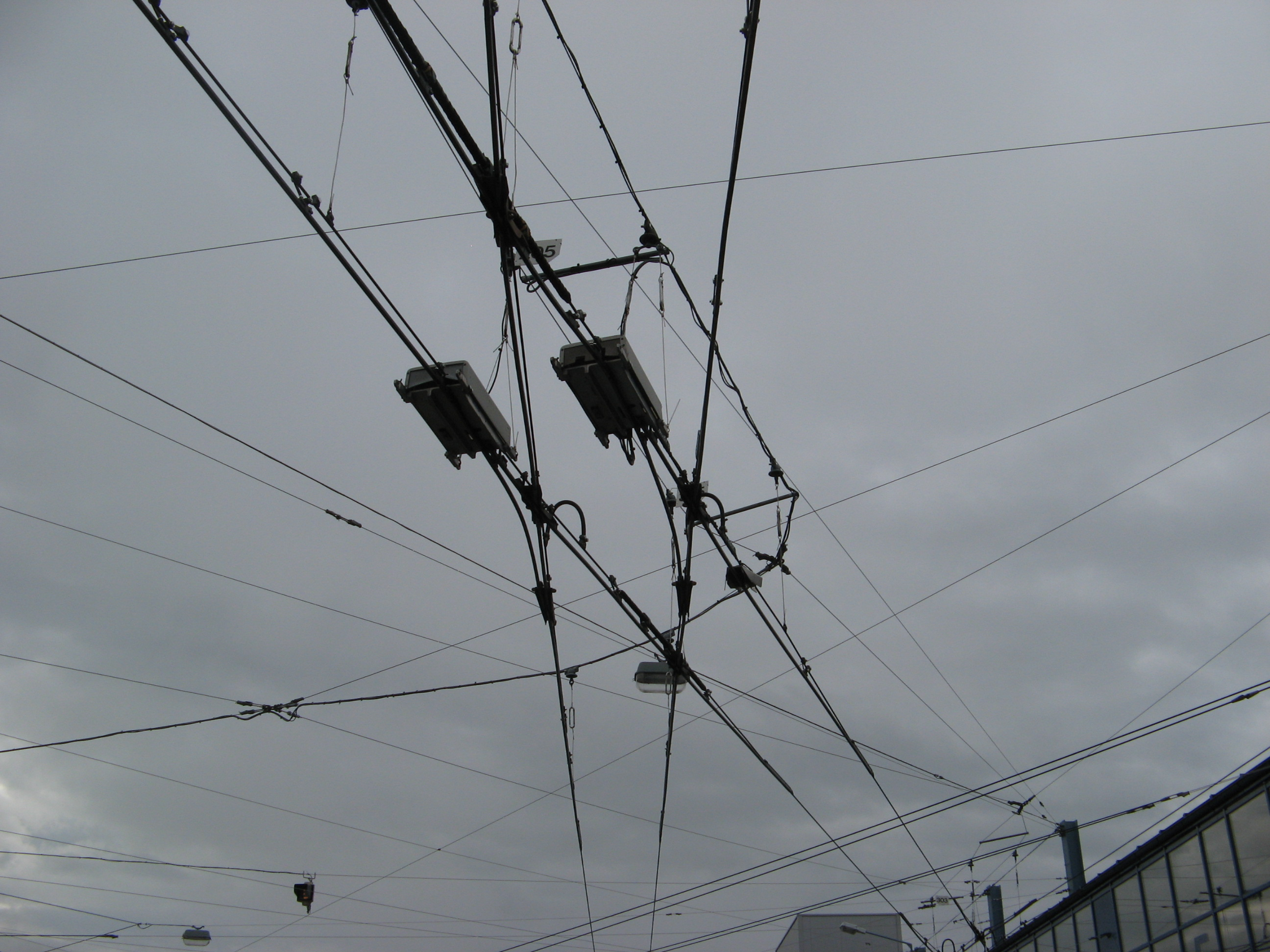
Перетин, що обладнаний тролейбусною стрілкою

З'єднання в перетинах, що випускаються серійно зазвичай роблять шарнірним, що дозволяє застосовувати його при різних кутах перетину трас. Застосовування в країнах колишнього СРСР перетину вимагають зниження швидкості до 20 км/год при проходженні перетину. Зарубіжні розробки дозволяють проходити перетин без зниження швидкості.

## Трамвайно-тролейбусний перетин

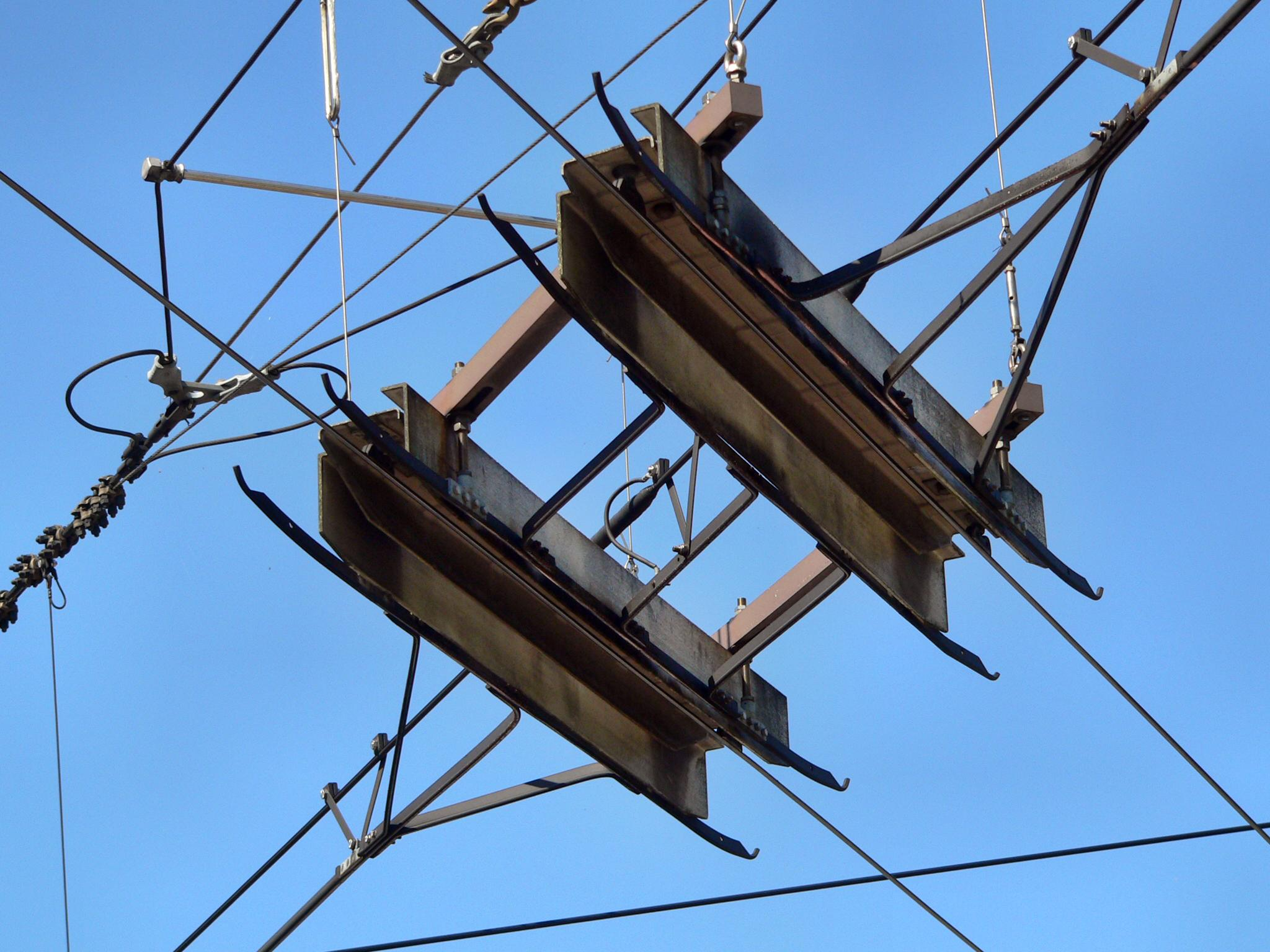
Тролейбусно-трамвайний перетин

Особливість трамвайно-тролейбусного перетину в тому, що перетинаються контактні мережі для струмоприймачів різного типу. Зазвичай перетин роблять під непрямим кутом. Трамвайний дріт зазвичай розташовується нижче тролейбусного. Завдяки цьому трамваї перетинають через перетин не торкаючись струмоприймачем до тролейбусних дротів. Сучасні конструкції перетинів дозволяють проходити його без зниження швидкості як трамваєм, так і тролейбусом.